# Maxime de Madaure
Maxime de Madaure est un orateur et grammairien latin d'origine berbère de la fin du IVe siècle. Il fut le professeur de Saint Augustin aux écoles de Thagaste, l'actuelle Souk Ahras en Algérie. Il enseigna plus tard dans sa ville natale à l'université de Madaure.   
Païen convaincu, mais d'esprit large et tolérant, il resta toujours en bonnes relations avec son ancien condisciple devenu évêque d'Hippone, et lui soumettait ses objections contre le christianisme. Nous possédons aujourd'hui l'une de ces lettres.
Voltaire attribua fictivement à Maxime de Madaure son Dialogue entre Sophronime et Adélos.